# Bolszaja Rżaksa
Bolszaja Rżaksa (ros. Большая Ржакса) – wieś (sieło) w Rosji, w obwodzie tambowskim, w rejonie rżaksińskim. W 2010 liczyła 572 mieszkańców.